# Đảng Xã hội (Pháp)
Đảng Xã hội (tiếng Pháp: Parti socialiste, thường viết tắt là PS) là một đảng chính trị cánh tả hoạt động tại Pháp. Tổng thư ký hiện thời của đảng là Martine Aubry, thị trưởng thành phố Lille. Đảng Xã hội Pháp có nguồn gốc từ phong trào tư tưởng Xã hội chủ nghĩa mà đại diện là Chi bộ Pháp của Quốc tế Công nhân (Section française de l'Internationale ouvrière) thành lập năm 1905. Từ đại hội Alfortville tổ chức năm 1969, đảng với tên Đảng Xã hội chính thức được thành lập. Lãnh tụ nổi bật của Đảng Xã hội Pháp là François Mitterrand, tổng thống Pháp giai đoạn 1981-1995. Tính cho đến năm 2007, đây là đảng chính trị đứng thứ hai nước Pháp về số đảng viên và nghị viên trong Quốc hội Pháp. Đồng minh chính trị truyền thống của đảng là Đảng Cộng sản Pháp, Đảng cánh tả cấp tiến và Đảng Xanh.

## Lãnh đạo

### Lãnh đạo hiện thời
Dưới đây là các lãnh đạo hiện thời của Đảng Xã hội Pháp được bầu mới sau Đại hội Reims tháng 12 năm 2008:
- Martine Aubry, tổng thư ký
- Benoît Hamon, phát ngôn viên
- François Lamy, cố vấn chính trị cho tổng thư ký
- Arnaud Montebourg, thư ký phụ trách cải tổ
- Harlem Désir, thư ký điều phối
- Daniel Vaillant, chủ tịch ủy ban bầu cử
- Didier Migaud, cố vấn thuế và tài chính
- David Assouline, cố vấn cho tổng thư ký
- Gilles Pargneaux, cố vấn cho tổng thư ký

### Đảng viên chủ chốt hiện tại
| Tổng thư ký Đảng Xã hội | Tổng thư ký Đảng Xã hội |
| ----------------------- | ----------------------- |
| 1969-1971               | Alain Savary            |
| 1971-1981               | François Mitterrand     |
| 1981-1988               | Lionel Jospin           |
| 1988-1992               | Pierre Mauroy           |
| 1992-1993               | Laurent Fabius          |
| 1993-1994               | Michel Rocard           |
| 1994-1995               | Henri Emmanuelli        |
| 1995-1997               | Lionel Jospin           |
| 1997-2008               | François Hollande       |
| 2008-nay                | Martine Aubry           |

- Thị trưởng: Martine Aubry (Lille), Jean-Louis Fousseret (Besançon), Michel Champredon (Évreux), Pierre Cohen (Toulouse), Gérard Collomb (Lyon), François Cuillandre (Brest), Bertrand Delanoë (Paris), Gilles Demailly (Amiens), Laure Déroche (Roanne), Michel Destot (Grenoble), Guillaume Garot (Laval), Jean Germain (Tours), Dominique Gros (Metz), Adeline Hazan (Reims), Conchita Lacuey (Floirac), Hélène Mandroux (Montpellier), Bertrand Mertz (Thionville), Didier Migaud (Seyssins), François Rebsamen (Dijon), Roland Ries (Strasbourg), Alain Rodet (Limoges), Michel Sainte-Marie (Mérignac), Maurice Vincent (Saint-Étienne), Emile Zuccarelli (Bastia).
- Tỉnh trưởng hoặc chủ tịch vùng: Jacques Auxiette (Pays de la Loire), Jean-Paul Denanot (Limousin), Jean-Louis Destans (Eure), Marie-Guite Dufay (Franche-Comté), Jean-Noël Guérini (Bouches-du-Rhône), François Hollande (Corrèze), Jean-Paul Huchon (Île-de-France), Jean-Yves Le Drian (Bretagne), Victorin Lurel (Guadeloupe), Martin Malvy (Midi-Pyrénées), Jean-Pierre Masseret (Lorraine), Arnaud Montebourg (Saône-et-Loire), François Patriat (Bourgogne), Daniel Percheron (Nord-Pas-de-Calais), Marie-Françoise Pérol-Dumont (Haute-Vienne), Jean-Jack Queyranne (Rhône-Alpes), Alain Rousset (Aquitaine), Ségolène Royal (Poitou-Charentes), René Souchon (Auvergne), André Vallini (Isère), Michel Vauzelle (Provence-Alpes-Côte d'Azur), André Vézinhet (Hérault).
- Khác: Lionel Jospin (cựu thủ tướng Pháp), Pascal Lamy (tổng giám đốc Tổ chức Thương mại Thế giới), Dominique Strauss-Kahn (tổng giám đốc Quỹ tiền tệ quốc tế)

### Đảng viên quan trọng trong lịch sử
| Đảng viên Đảng xã hội là Thủ tướng Pháp |                  |
| 1981-1984                               | Pierre Mauroy    |
| 1984-1986                               | Laurent Fabius   |
| 1988-1991                               | Michel Rocard    |
| 1991-1992                               | Édith Cresson    |
| 1992-1993                               | Pierre Bérégovoy |
| 1997-2002                               | Lionel Jospin    |

- Jean Jaurès, sáng lập viên tờ L'Humanité
- Léon Blum, chủ tịch Mặt trận bình dân
- Vincent Auriol, tổng thống Pháp giai đoạn 1947-1954
- François Mitterrand, tổng thống Pháp giai đoạn 1981-1995
- François Hollande, tổng thống Pháp giai đoạn 2012-2017